# ألفرد بوردمان
ألفرد بوردمان (11 مايو 1859 في المملكة المتحدة - 11 نوفمبر 1928) (بالإنجليزية: Alfred Boardman)‏ هو لاعب كريكت بريطاني (وحمل سابقاً جنسية المملكة المتحدة لبريطانيا العظمى وأيرلندا).

## وصلات خارجية
- ألفرد بوردمان على موقع إي آس بي آن كريك إنفو (الإنجليزية)